# Mega Channel
Mega Channel é um canal de televisão grego, que faz parte do grupo Teletipos.

## Programas

### Telejornais e informações
- Anatropi
- Erevna
- Koinonia Ora MEGA
- Mega Gegonota
- Mega Savvatokiriako
- Ola Gia Tin Igeia Mou
- MEGA Me MIA
- JOY, It's Inside of You

### Séries de televisão
Grego
- Dikaiosi
- Ethniki Ellados
- Kato Partali
- Klemmena Oneira
- Mana X Ouranou
- Moderna Ikogeneia - adaptação da série estadunidense Modern Family
- Oneiro Itan

Estrangeiro
- Unforgettable
- The Client List
- The Big C
- Community

### Reality shows/Game shows
- Celebrity Game Night
- Istories Apo Tin Lista
- Kan' to Opos Ton Aki
- The Music School

## Slogans
- 2000-2002: Ραντεβού στο MEGA
- 2002-2004: Όλοι MEGA
- 2004-2005: I Love TV
- 2005-2009: 'MEGAlicious
- 2009-2010: Το MEGA είναι 20
- 2010-2014: MEGA mou
- 2014-presente: Mega Mega